# Le Samyn feminina
A Le Samyn feminina (oficialmente: Le Samyn des Dames em francês) é uma carreira ciclista feminina belga que se disputa anualmente nos arredores da região de Valônia na Bélgica. É a versão feminina da carreira do mesmo nome e parte do seu percurso tem similares características, de facto começa e acaba no mesmo lugar que a sua homónima masculina, mas com menor quilometragem..
A carreira foi criada no ano de 2012 e faz parte da categoria 1.2 (última categoria do profissionalismo).

## Palmarés
| Ano  | Vencedor                    | Segundo                   | Terceiro                |
| ---- | --------------------------- | ------------------------- | ----------------------- |
| 2012 | Adrie Visser                | Noemi Cantele             | Trixi Worrack           |
| 2013 | Ellen van Dijk              | Shelley Olds              | Emma Johansson          |
| 2014 | Emma Johansson              | Ashleigh Moolman Pasio    | Sofie De Vuyst          |
| 2015 | Chantal Blaak               | Anna van der Breggen      | Emma Johansson          |
| 2016 | Chantal Blaak               | Emma Johansson            | Amy Pieters             |
| 2017 | Sheyla Gutiérrez            | Amy Pieters               | Tiffany Cromwell        |
| 2018 | Janneke Ensing              | Floortje Mackaij          | Lauren Kitchen          |
| 2019 | Jip van den Bos             | Daniela Gass              | Demi de Jong            |
| 2020 | Chantal van den Broek-Blaak | Christine Majerus         | Lotte Kopecky           |
| 2021 | Lotte Kopecky               | Emma Norsgaard            | Chloe Hosking           |
| 2022 | Emma Norsgaard              | Chiara Consonni           | Vittoria Guazzini       |
| 2023 | Marta Bastianelli           | Maria Giulia Confalonieri | Vittoria Guazzini       |
| 2024 | Vittoria Guazzini           | Anniina Ahtosalo          | Christina Schweinberger |
| 2025 | Lorena Wiebes               | Linda Zanetti             | Lara Gillespie          |

## Palmarés por países
| País          | Vitórias |
| ------------- | -------- |
| Países Baixos | 6        |
| Espanha       | 1        |
| Suécia        | 1        |